# Jajrózsa
A jajrózsa (Rosa spinosissima) a rózsafélék (Rosaceae) családjába és a Rosoidaea alcsaládjába tartozó növény.

## Származása, élőhelye
Eurázsiából származó, terjedő tövű cserje. Száraz, köves lejtők, tölgyesek növénye. Magyarországon többek közt a Gödöllői-dombság és a Mátra területén él.

## Leírása, felhasználása
Alacsony, terjedő tövű cserje, mint a neve is mutatja (spinosissima=legszúrósabb) erősen tüskés, serteszőrös.
Páratlanul szárnyaltan összetett levelei és fehér virágai vannak. Termése, mint a többi rózsának asmagtermés (csipkebogyó), feketés.
Az alacsonyabb típusai sűrű hajtásnövekedésük miatt a legjobb talajtakaró fajnak számítanak városban, autópályák mellett egyaránt.
Sziklakertbe, rézsűre is ültethető, nagyobb figyelemre érdemes faj.
Magvetéssel jól szaporítható.